# Europejska Karta Ubezpieczenia Zdrowotnego

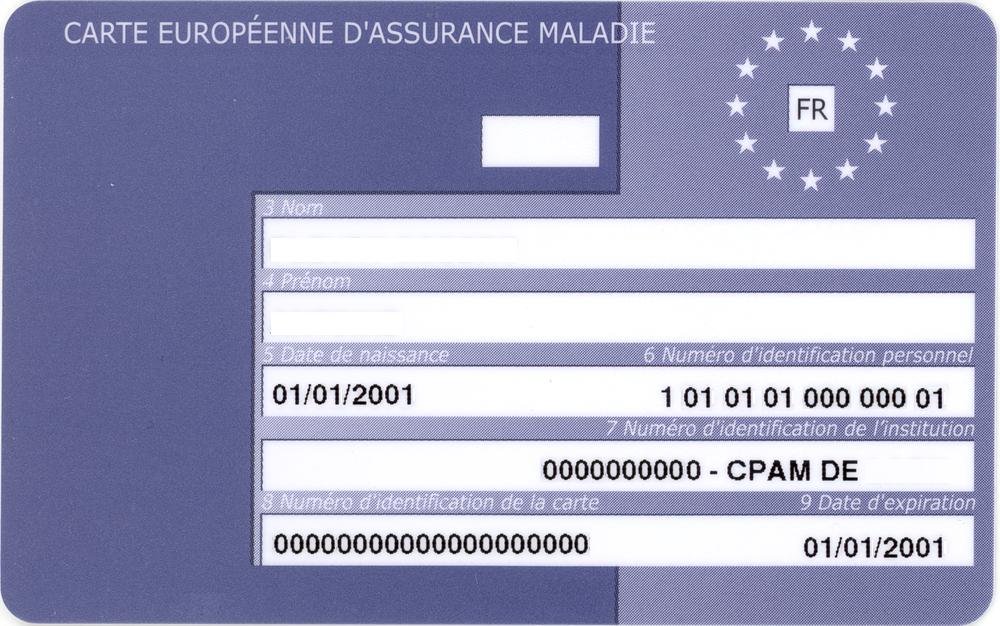
Wzór karty EKUZ wydanej we Francji

Karta EKUZ wydana w Austrii (rewers)

Rewers karty EKUZ wydanej w Niemczech

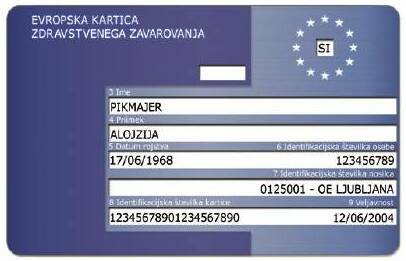
Karta EKUZ wydana w Słowenii

Europejska Karta Ubezpieczenia Zdrowotnego (EKUZ) – dokument uprawniający do korzystania ze świadczeń zdrowotnych podczas pobytu w innych państwach członkowskich Europejskiego Obszaru Gospodarczego (EOG) i Szwajcarii.
W zależności od odwiedzanego państwa i jego zasad opieki zdrowotnej różne świadczenia mogą być płatne, bezpłatne lub płatne częściowo. Karta EKUZ nie zapewnia automatycznie bezpłatnej opieki, a tylko uprawnia do odzyskania niektórych poniesionych kosztów. Po powrocie do kraju należy zgłosić się z rachunkami i wypełnionym wnioskiem o zwrot kosztów (w Polsce – do wojewódzkiego oddziału NFZ). Niektóre świadczenia nie są objęte refundacją poprzez kartę EKUZ, np. wyjazd za granicę w celu urodzenia tam dziecka. Karta EKUZ nie zastępuje też ubezpieczenia turystycznego, jednak może czasem obniżyć jego koszt, ponieważ część świadczeń oferowanych przez ubezpieczyciela może zawierać się w ofercie karty EKUZ. Funkcję EKUZ może pełnić karta ubezpieczenia zdrowotnego.

## Historia
EKUZ została wprowadzona 1 czerwca 2004 r. w niektórych państwach Europejskiego Obszaru Gospodarczego (EOG) i Szwajcarii. W pozostałych państwach, w tym Polsce, EKUZ wydawana jest z datą ważności od 01.01.2006 r. Z dniem 1 stycznia 2006 r. formularze E111 wydawane dla turystów straciły ważność.
Karta zastąpiła poniższe formularze:
- E110 – dla kierowców międzynarodowych
- E111 – dla turystów
- E119 – dla bezrobotnych / poszukujących pracy
- E128 – dla studentów i pracowników z innych państw członkowskich.

W różnych państwach okres ważności jest różny (np. w Wielkiej Brytanii – 5 lat). W Polsce, karta EKUZ karta ma różny okres ważności – emeryci otrzymują kartę na 5 lat, studenci, renciści, osoby zatrudnione i ich rodziny 1 rok, bezrobotni 2 miesiące.

## Dane na karcie
Każde państwo członkowskie wydaje Kartę we własnym języku urzędowym. Wzór karty oraz zestaw danych umieszczonych na niej jest ujednolicony – każda Karta zawsze zawiera następujące informacje:
- imię ubezpieczonego
- nazwisko ubezpieczonego
- data urodzenia ubezpieczonego
- numer identyfikacyjny ubezpieczonego (w Polsce numer PESEL)
- numer identyfikacyjny instytucji, która wydała kartę
- numer karty
- data ważności karty.

## Wielka Brytania
Po wystąpieniu Wielkiej Brytanii z UE (Brexit), od 1 stycznia 2021 roku wprowadzono nowy dokument - UK Global Health Insurance Card (GHIC) - który stopniowo zastępuje dotychczasową Europejską Kartę Ubezpieczenia Zdrowotnego (EHIC).
Karta GHIC umożliwia dostęp do niezbędnej opieki zdrowotnej w krajach Unii Europejskiej oraz w wybranych państwach trzecich, na takich samych zasadach jak dla obywateli danego kraju. Oznacza to, że leczenie może być bezpłatne lub częściowo odpłatne – zgodnie z lokalnymi przepisami.
GHIC jest wydawana bezpłatnie na okres 5 lat i nie zastępuje ubezpieczenia turystycznego. Zaleca się posiadanie dodatkowego ubezpieczenia zdrowotnego podczas podróży.
O kartę GHIC mogą ubiegać się osoby legalnie mieszkające w Wielkiej Brytanii, które nie są objęte systemem opieki zdrowotnej innego kraju, obywatele UE, Szwajcarii, Norwegii, Islandii i Liechtensteinu, którzy mieszkali w Wielkiej Brytanii przed 1 stycznia 2021 roku (mogą również ubiegać się o nową wersję UK EHIC) oraz członkowie rodzin osób uprawnionych.
Wnioskodawca musi posiadać numer National Insurance (NI) lub numer NHS i być rezydentem Wielkiej Brytanii. Wniosek można złożyć online na stronie NHS lub drogą pocztową.
Osoby posiadające wcześniej wydaną kartę EHIC mogą z niej korzystać do czasu jej wygaśnięcia. Po tym terminie należy ubiegać się o GHIC. Osoby objęte postanowieniami Umowy o wystąpieniu (Withdrawal Agreement) mogą wnioskować o nową wersję UK EHIC, która również jest bezpłatna i ważna przez 5 lat.

## Państwa członkowskie
- Austria
- Belgia
- Bułgaria
- Cypr
- Czechy
- Chorwacja
- Dania
- Estonia
- Finlandia
- Francja
- Grecja
- Hiszpania
- Holandia
- Islandia
- Irlandia
- Liechtenstein
- Litwa
- Luksemburg
- Łotwa
- Malta
- Niemcy
- Norwegia
- Polska
- Portugalia
- Rumunia
- Słowacja
- Słowenia
- Szwecja
- Szwajcaria
- Węgry
- Włochy